# Jakob Bech Nygaard
Jakob Bech Nygaard född 24 april 1911, död 31 juli 1988, var en dansk författare.
Bech Nygaard skrev bland annat Guds blind øje och Du blev træl. Han var mycket produktiv, och hans romaner var under sin tid bland de mest utlånade vid danska bibliotek. Utöver sina romaner - med sociala och existentiella teman om underprivilegierade samhällsgrupper - skrev han barnböcker och bidrog med noveller till tidningar.